# Суфриты
Суфри́ты-зияди́ты (араб. صفرية زيادية‎, суфри́йя зийядийя) — одно из «умеренных» хариджитских течений, последователи Зияда ибн аль-Асфара. Суфриты не считали территории подвластные своим противникам Дар аль-харб (территория войны), считали обязанностью выступление против «нечестивой» власти, но запрещали брать в плен женщин и детей. В VIII—IX веках в Северной Африке (Марокко) существовало суфритское государство Мидраридов.
Насчёт происхождения названия «суфриты» существует несколько мнений:
- Одни говорили, что название суфритов идёт от бледности (суфра) на их лицах из-за усердного поклонения и аскетизма.
- Другие говорили, что название происходит от имени лидера суфритов Зияда ибн аль-Асфара (араб. زياد بن الأصفر‎). Но в этом тоже существует разногласие: некоторые называли лидером суфритов Абдуллаха ибн Саффара, ан-Нумана ибн Суфра или аль-Мухаллаба ибн Абу Суфру[2].

Они разошлись с азракитами, надждитами и ибадитами в некоторых вопросах. Так, они не считали неверующим того, кто согласен с ними в вере, но уклоняется от джихада; они не отменяли наказание за прелюбодеяние (зина) в виде побиения камнями и не признавали детей многобожников неверующими и не убивали их. Суфриты говорили: «Человек, совершающий такие действия, относительно которых имеется статья наказания, не преступает название [действия], за которое ему надлежит наказание, подобно прелюбодеянию, краже, клевете, вследствие чего его называют прелюбодеем, вором, клеветником, а не неверующим, многобожником. Но из-за тех тяжких грехов, относительно которых — в силу их огромной важности — нет статьи наказания, например пренебрежение молитвой, бегство от наступающего войска, он становится неверующим».
Зияд ибн аль-Асфар говорил: «Мы верующие пред собою, но мы не знаем, может быть, пред Аллахом мы отошли от веры». Также: «Многобожие — двояко: многобожие как повиновение шайтану и многобожие как идолопоклонство. Неверие [также] двояко: неверие как отрицание божественной милости и неверие как отрицание божественной власти. И отречение двояко: отречение от нарушителей постановлений закона есть сунна, а отречение от неверующих есть предписание [Корана]».
Один из лидеров суфритов ад-Даххак аль-Хариджи (убит в Куфе своими же последователями после диспута с Абу Джафаром аль-Ахвалем) разрешал выдавать мусульманок замуж за неверующих в стране «благоразумного сокрытия веры» (такия), но не в стране, где можно открыто исповедовать ислам.